# Budynek punicki w Żurrieq
Budynek punicki w Żurrieq – pozostałości niezidentyfikowanego budynku punickiego istnieją włączone w kilka posesji w Żurrieq na Malcie. Obejmują one dobrze zachowaną strukturę powszechnie znaną jako Punic Tower (Wieża punicka) lub Żurrieq Tower (Wieża Żurrieq), znajdującą się w prywatnym ogrodzie Domus Curialis, domu proboszcza, i która jest najbardziej znaczącym zachowanym przykładem architektury punickiej na wyspie. 

## Opis

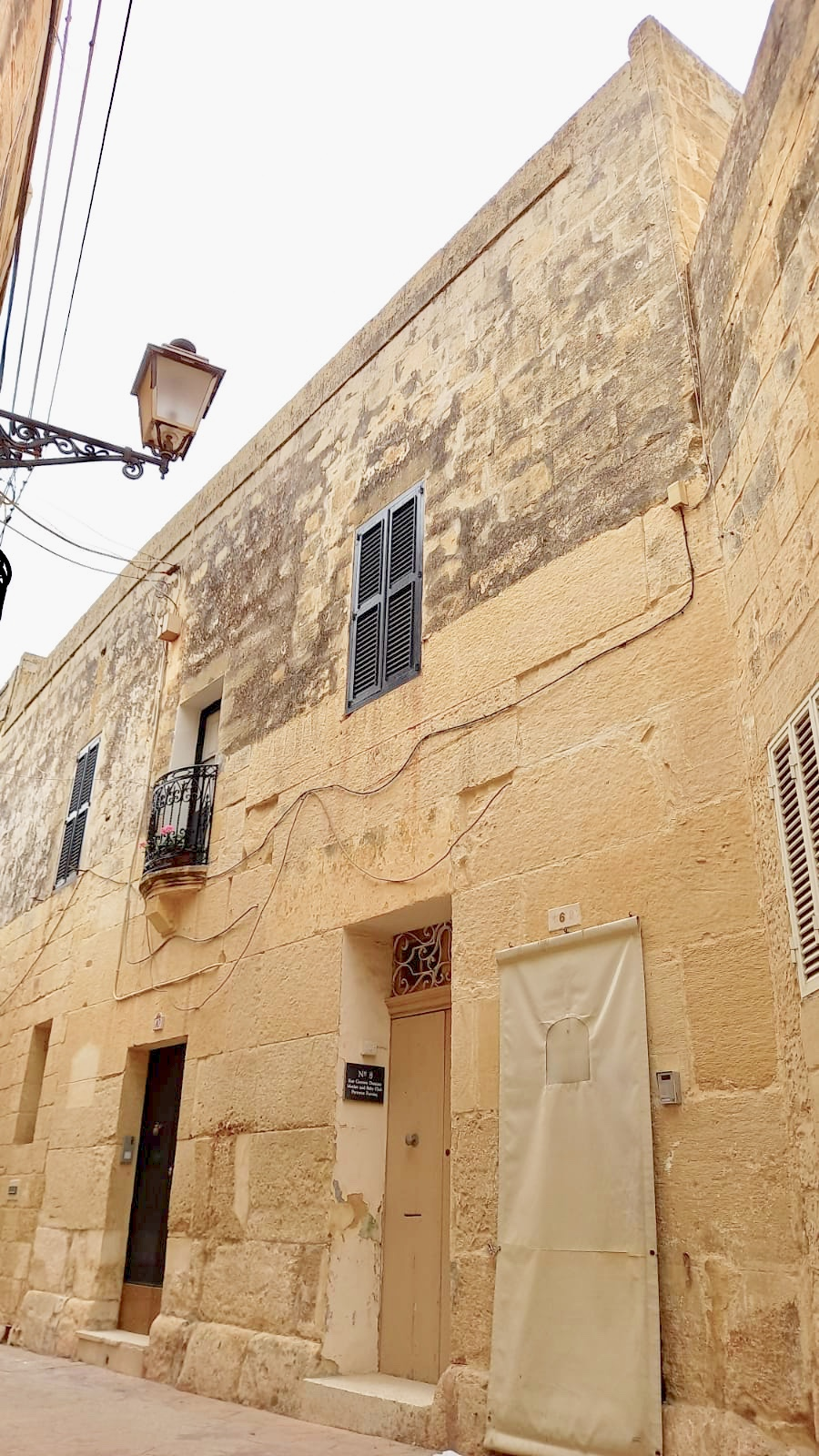
Carmel Street, z domami zawierającymi pozostałości budynku punickiego (zwróć uwagę na większe rozmiary bloków wapiennych)

Na miejscu znajduje się dobrze zachowana, wysoka na 5,6 metra wieża o kwadratowym planie zwieńczona gzymsem cavetto ukazującym wpływy architektury starożytnego Egiptu, wraz z kilkoma przylegającymi ścianami, które, jak się uważa, pierwotnie stanowiły część większego budynku. Zarówno wieża, jak i mury są zbudowane z wapiennych kamieni ciosowych połączonych bez użycia zaprawy, przy czym każdy blok ma wymiary ok. 66 cm x 180 cm.
Wiek i przeznaczenie budynku nie są znane, ale może on pochodzić z końca VI wieku p.n.e.. Architektura wieży sugeruje, że stanowiła ona część znaczącego budynku i spekulowano, że mogła to być świątynia,  prawdopodobnie Melkarta, o której wspomniał Klaudiusz Ptolemeusz. Mógł to być też dom na wsi albo monumentalny grobowiec. Uważa się, że budynek nie był wieżą obronną i ma odmienną typologię niż inne punicko-rzymskie wieże, których szczątki znaleziono na Malcie.

## Historia
Istnienie budynku zostało po raz pierwszy odnotowane przez biskupa Miguela de Molinę w 1680. Wierząc, że ruiny były greckiego pochodzenia, Jean-Pierre Houël odwiedził to miejsce i wykonał obrazy i plany, które znalazły się w jego dziele z 1785 Voyage Pittoresque de Sicile, Malte et Lipari.

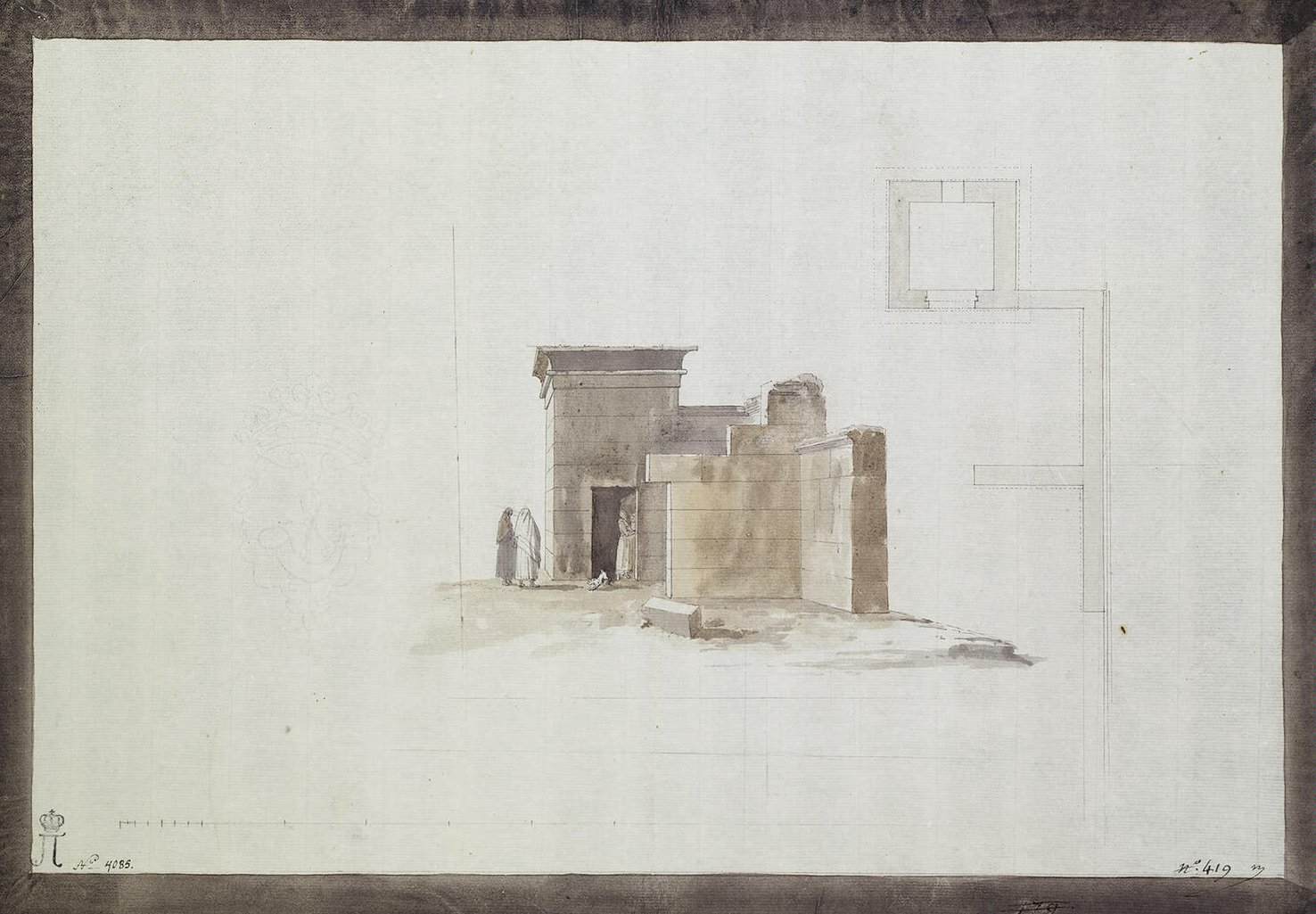
Druga strona budynku narysowana w latach siedemdziesiątych XVIII w.

W swoim Report on the Phœnician and Roman Antiquities in the group of the islands of Malta (Raporcie o starożytnościach fenickich i rzymskich w grupie wysp maltańskich) z 1882 Antonio Annetto Caruana określił budynek jako „stary grecki dom”. Do tego czasu szczątki zostały włączone do domu proboszcza z Żurrieq, a wieża została „w całości zachowana”, podczas gdy gzyms przyległych murów, który został przedstawiony przez Houëla, już nie istniał. Do dziś pozostałości budowli przetrwały w rezydencji proboszcza (znanej jako Domus Curialis) oraz w sąsiednich posesjach pod nr. 134–138, Carmel Street (malt. Triq il-Karmnu), z wieżą znajdującą się w prywatnym ogrodzie tego pierwszego.

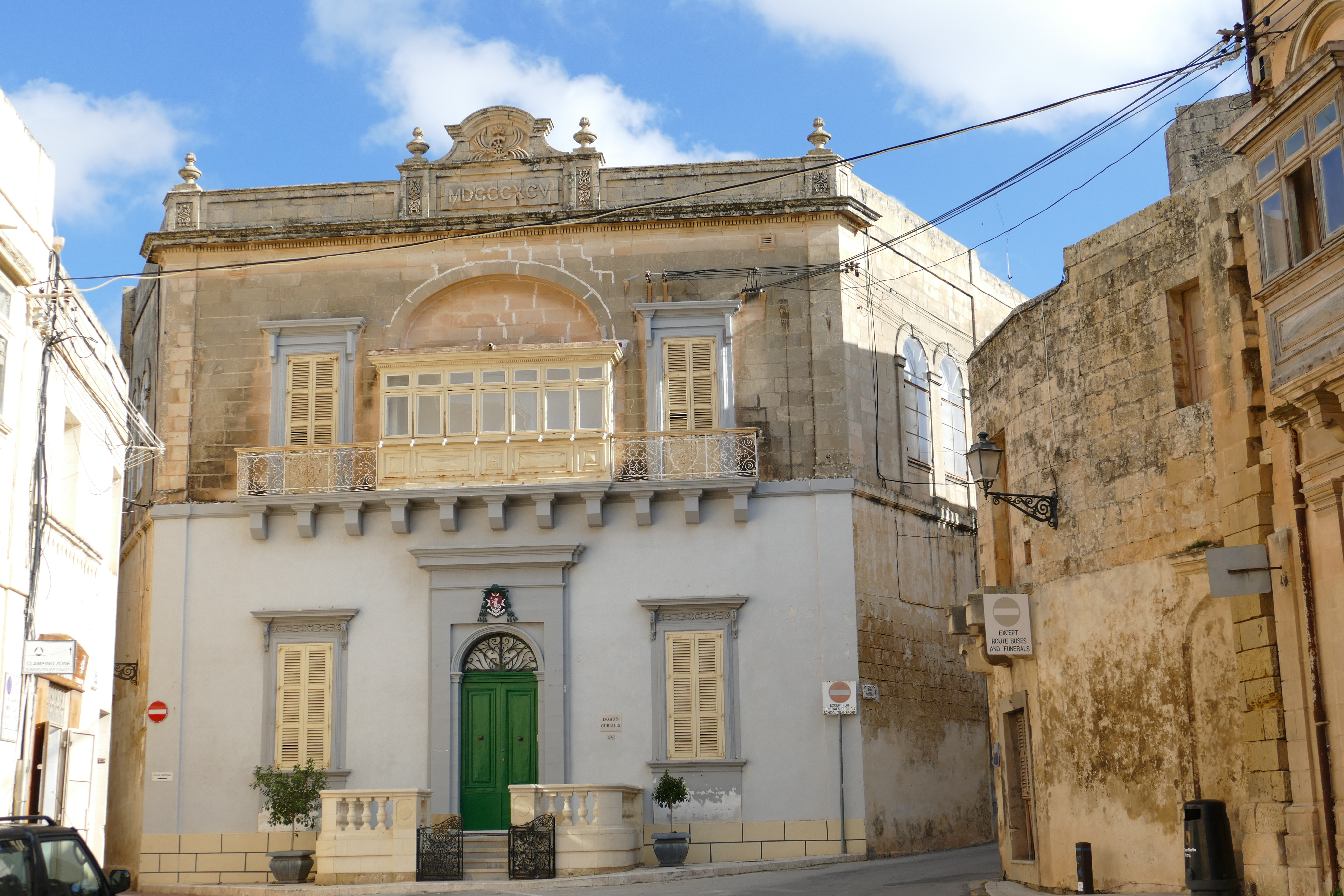
„Domus Curialis”

Budynek został odnotowany przez archeologów Alberta Mayra w 1909 i Thomasa Ashby’ego w 1915, przy czym ten ostatni określił go jako „pozostałości przedrzymskiego budynku, prawdopodobnie wiejskiego domu z okresu fenickiego”. Pierwsze badania archeologiczne tego stanowiska przeprowadzili 13 czerwca 1938 R. V. Galea i Charles Zammit z Działu Archeologicznego Muzeum, któremu towarzyszył ksiądz z Żejtun Dun Ġwann Farrugia. Ustalili, że większość pozostałości przedstawionych przez Houëla nadal istnieje pomimo pewnych przeróbek, i zidentyfikowali pobliską piwnicę, która mogła być kamieniołomem, z którego wydobywano wapień użyty do budowy budynku.
W 1964 przeprowadzono dalsze prace wykopaliskowe w celu datowania wieży. Ujawniły one fundamenty budynku, a także znaleziono ceramikę pochodzącą od czasów punickich po czasy współczesne. Odpowiadało to przypisaniu budynku do okresu fenickiego/punickiego, jednak nie dowodziło tego jednoznacznie. Technika konstrukcyjna zastosowana w gzymsie wieży jest typowa dla architektury punickiej.

## Ochrona dziedzictwa kulturowego
Pozostałości budynku, zwłaszcza dobrze zachowana wieża, są uważane za "najwybitniejszą zachowaną budowlę z okresu punickiego" na Wyspach Maltańskich. Planning Authority w dniu 17 kwietnia 1998 oznaczyła pozostałości jako stanowisko archeologiczne klasy A, podczas gdy Domus Curialis i sąsiednie budynki, do których włączona została struktura punicka, zostały ujęte jako nieruchomości klasy 2. Wieża nie jest normalnie otwarta dla publiczności i można się do niej dostać tylko po wcześniejszym umówieniu. 